# Seznam zemí dostupných v Google Street View

Chronologie přidávání zemí od spuštění Street View v květnu 2007 do současnosti

Seznam zemí dostupných v Google Street View přináší seznam států členěný po jednotlivých kontinentech, které jsou zachyceny ve významnějším rozsahu službou Google Street View společnosti Google. U zemí je uveden rok, kdy se panoramatické snímky země poprvé objevily v mapové službě Mapy Google objevily.
Služba Street View byla poprvé představena ve Spojených státech 25. května 2007 a zpočátku pokrývala pouze pět měst: San Francisco, Las Vegas, Denver, Miami a New York. Do konce roku 2008 měla služba Street View plné pokrytí všech větších i menších měst na kontinentální části Spojených států a začala rozšiřovat pokrytí o některé národní parky v zemi ale též města jinde ve světě. Během prvního roku a půl své existence obsahovala služba Street View ikony fotoaparátů, z nichž každá představovala alespoň jedno větší město nebo oblast (například národní park). V roce 2017 již Street View zahrnovalo snímky z více než 16 milionů kilometrů silnic v 83 zemích po celém světě.

## Evropa
| Země               | Rok přidání | Poznámky                                               |
| ------------------ | ----------- | ------------------------------------------------------ |
| Albánie            | 2016        |                                                        |
| Andorra            | 2012        |                                                        |
| Belgie             | 2011        |                                                        |
| Bělorusko          | 2018        | pouze historické centrum Minsku                        |
| Bulharsko          | 2013        |                                                        |
| Černá Hora         | 2016        |                                                        |
| Česko              | 2009        |                                                        |
| Dánsko             | 2010        | Grónsko od 2015                                        |
| Estonsko           | 2012        |                                                        |
| Finsko             | 2010        |                                                        |
| Francie            | 2008        | první evropská země (Tour de France 2008)              |
| Chorvatsko         | 2012        |                                                        |
| Irsko              | 2010        |                                                        |
| Island             | 2013        |                                                        |
| Itálie             | 2008        | jedna z trojice prvních zemí v Evropě                  |
| Lichtenštejnsko    | 2021        |                                                        |
| Litva              | 2013        |                                                        |
| Lotyšsko           | 2012        |                                                        |
| Lucembursko        | 2014        |                                                        |
| Maďarsko           | 2013        |                                                        |
| Malta              | 2017        |                                                        |
| Monako             | 2011        |                                                        |
| Německo            | 2008        | v roce 2023 zpřístupněna většina země                  |
| Nizozemsko         | 2009        |                                                        |
| Norsko             | 2010        |                                                        |
| Polsko             | 2012        |                                                        |
| Portugalsko        | 2009        |                                                        |
| Rakousko           | 2019        | do 2019 pouze velká města, podobně jako v Německu      |
| Rumunsko           | 2010        |                                                        |
| Rusko              | 2011        | od 2012 běžné pokrytí                                  |
| Řecko              | 2014        |                                                        |
| San Marino         | 2012        |                                                        |
| Severní Makedonie  | 2015        |                                                        |
| Slovensko          | 2012        |                                                        |
| Slovinsko          | 2014        |                                                        |
| Spojené království | 2009        | včetně Gibraltaru                                      |
| Srbsko             | 2014        |                                                        |
| Španělsko          | 2008        | jedna z trojice prvních zemí v Evropě                  |
| Švédsko            | 2010        |                                                        |
| Švýcarsko          | 2009        |                                                        |
| Ukrajina           | 2012        | stadiony UEFA Euro 2012, velká města, od 2015 i venkov |

## Asie
| Země                    | Rok přidání | Poznámky                                                                 |
| ----------------------- | ----------- | ------------------------------------------------------------------------ |
| Afghánistán             | 2022        | pouze pár budov v hlavním městě Kábul                                    |
| Bangladéš               | 2015        |                                                                          |
| Bhútán                  | 2014        |                                                                          |
| Čína                    | 2013        | pouze turistické lokality                                                |
| Filipíny                | 2014        | 2014 – místní lokace, od 2015 běžné pokrytí                              |
| Hongkong                | 2010        |                                                                          |
| Indie                   | 2013        | běžné pokrytí od 2022                                                    |
| Indonésie               | 2014        |                                                                          |
| Irák                    | 2012        | pouze Národní muzeum                                                     |
| Izrael                  | 2012        |                                                                          |
| Japonsko                | 2008        | první země v Asii                                                        |
| Jižní Korea             | 2012        |                                                                          |
| Jordánsko               | 2015        | běžné pokrytí od 2018                                                    |
| Kambodža                | 2014        |                                                                          |
| Katar                   | 2012        | běžné pokrytí od 2023                                                    |
| Kazachstán              | 2024        |                                                                          |
| Kyrgyzstán              | 2016        |                                                                          |
| Laos                    | 2015        |                                                                          |
| Libanon                 | 2018        |                                                                          |
| Macao                   | 2010        |                                                                          |
| Malajsie                | 2013        |                                                                          |
| Mongolsko               | 2015        |                                                                          |
| Nepál                   | 2013        | dříve jen základny Mt.Everest a lokace v Himálaji, od 2025 běžné pokrytí |
| Omán                    | 2024        |                                                                          |
| Pákistán                | 2015        | pouze památky a místní lokality                                          |
| Palestina               | 2017        |                                                                          |
| Singapur                | 2009        |                                                                          |
| Spojené arabské emiráty | 2014        | jen velká města                                                          |
| Srí Lanka               | 2016        |                                                                          |
| Tchaj-wan               | 2009        |                                                                          |
| Thajsko                 | 2012        |                                                                          |
| Turecko                 | 2014        | 2014 – muzea a památníky, od října 2015 běžné pokrytí                    |
| Vietnam                 | 2025        | záběry již od 2017, od 2025 běžné pokrytí                                |

## Afrika
| Země                         | Rok přidání | Poznámky                                              |
| ---------------------------- | ----------- | ----------------------------------------------------- |
| Botswana                     | 2012        |                                                       |
| Egypt                        | 2014        | Gíza, Sakkára a pár lokalit v Káhiře a Alexandrii     |
| Ghana                        | 2017        |                                                       |
| Jižní Afrika                 | 2010        | první africká země ve Street view, MS ve fotbale 2010 |
| Keňa                         | 2015        | běžné pokrytí od 2018                                 |
| Lesotho                      | 2013        |                                                       |
| Madagaskar                   | 2015        |                                                       |
| Mali                         | 2022        | pouze historické památky a turistické lokality        |
| Namibie                      | 2025        |                                                       |
| Nigérie                      | 2017        |                                                       |
| Rwanda                       | 2022        |                                                       |
| Senegal                      | 2017        |                                                       |
| Svatý Tomáš a Princův ostrov | 2024        |                                                       |
| Svazijsko                    | 2013        |                                                       |
| Tanzanie                     | 2013        | pouze Kilimandžáro a národní park Gombe               |
| Uganda                       | 2015        |                                                       |

## Severní Amerika
| Země                   | Rok přidání | Poznámky                                                |
| ---------------------- | ----------- | ------------------------------------------------------- |
| Dominikánská republika | 2019        | Santo Domingo a Santiago de los Caballeros              |
| Guatemala              | 2017        |                                                         |
| Kanada                 | 2009        |                                                         |
| Kostarika              | 2017        | pouze turistické lokality                               |
| Mexiko                 | 2009        |                                                         |
| Panama                 | 2023        |                                                         |
| USA                    | 2007        | první země ve Street view, největší pokrytí Street view |

## Jižní Amerika
| Země      | Rok přidání | Poznámky                                      |
| --------- | ----------- | --------------------------------------------- |
| Argentina | 2013        | 2013 – pouze Aconcagua, od 2014 běžné pokrytí |
| Bolívie   | 2015        |                                               |
| Brazílie  | 2010        | první jihoamerická země ve Street view        |
| Ekvádor   | 2013        |                                               |
| Chile     | 2012        |                                               |
| Kolumbie  | 2013        |                                               |
| Peru      | 2013        |                                               |
| Uruguay   | 2015        |                                               |

## Austrálie a Oceánie
| Země        | Rok přidání | Poznámky                  |
| ----------- | ----------- | ------------------------- |
| Austrálie   | 2008        | první země v Oceánii      |
| Nový Zéland | 2008        |                           |
| Vanuatu     | 2016        | Trekker na ostrově Ambrym |

## Neoficiální pokrytí
- Antarktida – část ostrova Krále Jiřího.[4] Oficiální pokrytí zahrnuje Half Moon Island (2010) a Jižní pól (2012)
- Arménie – největší města a turistické lokality
- Barbados – největší města a turistické lokality
- El Salvador – největší města a okolí hlavních silnic spojujících největší města
- Martinik – největší města a turistické lokality
- Saint Pierre a Miquelon – největší sídla a turistické lokality
- Španělsko – města duchů v některých částech (Tobes, El Alamin, Oreja, Boñices a Matandrino)
- Tonga – největší místa a turistické lokality
- Zimbabwe – některé dálnice a centrální čtvrti v Harare, Chegutu, Rusape a Masvingu, turistické lokality UNESCO: Velké Zimbabwe a Viktoriiny vodopády. První snímky pro Google Street View v Zimbabwe poskytl fotograf Tawanda Kanhema.